# Llantones
Llantones es un barrio de la parroquia de Leorio, en el municipio de Gijón (Asturias, España).
Está situada a una altitud de 90m. En la actualidad cuenta con una población aproximada de 163 personas y 86 viviendas.

## Toponimia
Etimológicamente no está claro el origen del nombre de Llantones. Existen teorías que vinculan dicho nombre con la proliferación de plañideras en dicho barrio, mientras que otros lo relacionan con la proliferación de Laureles (Lloreos en asturiano).

## Historia
La historia de Llantones no se puede desvincular de la historia de la villa de Gijón. Sus referencias históricas más antiguas datan de la construcción en sus límites de la Iglesia de Santa María de Leorio (siglo XI) de estilo románico. La presencia de este templo, así como, los datos que existen sobre la presencia de un monasterio en sus inmediaciones, señalan su importancia al menos desde el punto de vista eclesiástico. 
Aparte de sus vínculos religiosos, el barrio de Llantones destacó históricamente por la riqueza de su huerta y su abundante ganadería. Esto permitió a sus habitantes obtener una importante fuente de ingresos de la comercializaran de sus productos en la cercana ciudad.
Otro aspecto importante era la proliferación de molinos hidráulicos que existía en el barrio. El Zagalu, Les Moliñeres y La Belga utilizaban el agua del río Llantones para moler trigo y maíz, principalmente para los cerdos, pero también para hacer torta de maíz cocida (fariñes) y borona (boroña), que comían los vecinos.
Un momento trascendental en la historia del barrio fue cuando el agua del manantial de Mingones (que nutría al río Llantones) se canalizó hasta la ciudad de Gijón, convirtiéndose en la primera traída de agua de la que dispuso la villa. La actual calle Menéndez Valdés se denominó anteriormente La Matriz y, también parcialmente, Acueducto, debido a la conducción que definió su trazado. La calle 17 de agosto hace referencia al comienzo oficial de las obras de la traída de Llantones en 1887, mientras que la bautizada como 27 de diciembre recuerda tal día del año 1886 en el que quedó cubierto el empréstito necesario para su realización. Respecto a la obra, es interesante destacar que el canal que se construyó no utilizó el principio de los vasos comunicantes sino que su funcionamiento se basó en la diferencia de alturas, por lo que se realizó con una pendiente constante hasta su llegada a la villa. La obra finalizó en 1889 suponiendo una importante mejora para las condiciones de vida de los habitantes de la ciudad. Cabe destacar que hoy día, todavía se sigue utilizando. 
A principios del siglo XX el párroco de Leorio decide interrumpir los servicios en la Iglesia de Santa María de Leorio y se deja de utilizar el cementerio anexo, trasladando el culto a la cercana Iglesia de San Andrés de La Pedrera.
En Llantones nació el famoso imaginero Luis Fernández de la Vega, autor de alguno de los retablos desaparecidos de la Iglesia de Santa María, del que Jovellanos llegó a decir, maravillado por la perfección de su obra, que era «el mismo Dios o el mismísimo diablo». Otro de sus vecinos ilustres, el maestro Manuel Martínez Blanco, da ahora nombre a un colegio de El Llano.
En la actualidad, el barrio ha sufrido una gran transformación pasando de estar centrado en la explotación agrícola y ganadera a ser un barrio residencial.

## Geografía
Llantones se localiza en un valle que discurre de norte a sur. Limita al sur con Siero por el Alto de la Madera, al este con la parroquia de Huerces, al oeste con las parroquias de Ruedes y de La Pedrera y al norte con otro barrio de la parroquia de Leorio, Mareo de Abajo.
En el fondo del valle discurre el río Llantones de caudal muy reducido debido a que el agua de su principal manantial es canalizado para su consumo en la cercana ciudad de Gijón.

## Patrimonio
- Restos de la iglesia románica de Santa María de Leorio, del siglo XI.
- La Capilla del Carmen de Llantones (1847).

## Fiestas Locales
Se celebra la fiesta del Carmen de Llantones cada mes de julio.